# Meier (geld)

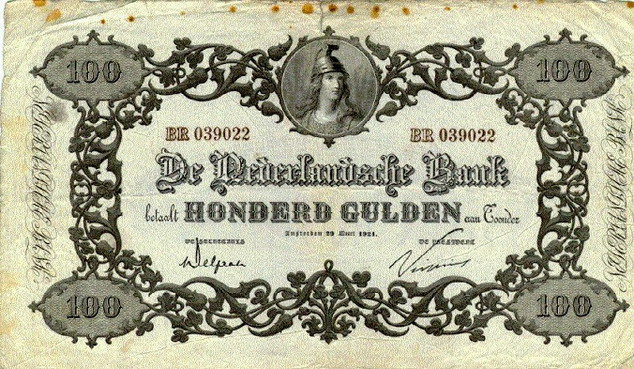
'Meier' uit 1921

Een meier was vroeger in de volkstaal de naam van een briefje van 100 gulden.
Het is een afleiding van het Hebreeuwse woord mei'oh, dat 'honderd' betekent. Als gevolg van uitsluiting van andere ambachten, hielden sommige Joden zich bezig met financiële beroepen. Zo belandden diverse Hebreeuwse woorden die verband hielden met handel in de Nederlandse taal. Tegenwoordig ook, maar niet frequent, gebruikt voor 100 euro.
In de volkstaal wordt ook 'een bankje' of een snip (naar de afbeelding op het 100-guldenbiljet) gebruikt voor ditzelfde bedrag.